# Dragutin Najdanović
Dragutin Najdanović (15. dubna 1908 – 3. listopadu 1981) byl jugoslávský fotbalový útočník, který odehrál čtyři zápasy v jugoslávském národním týmu, včetně jednoho na Mistrovství světa ve fotbale 1930. Narodil se a zemřel v Bělehradě. Na klubové úrovni Najdanović hrál za BSK Bělehrad (nyní OFK Bělehrad). Během druhé světové války hrál za Balkan Bělehrad.